# Midoribashi (metropolitana di Osaka)
Midoribashi (緑橋駅?, Midoribashi-eki) è una stazione della Metropolitana di Osaka situata nell'area est della città. La stazione si trova sotto l'incrocio di Imazato.

## Stazioni adiacenti
| «                 | Servizio   | »          |
| Linea Chūō        | Linea Chūō | Linea Chūō |
| ----------------- | ---------- | ---------- |
| Morinomiya        | Locale     | Fukaebashi |
| Linea Imazatosuji |            |            |
| Shigino           | Locale     | Imazato    |